# Chiesa dei Santi Cosma e Damiano (Uboldo)
La chiesa dei Santi Cosma e Damiano è un luogo di culto cattolico di rito ambrosiano, costruito a Uboldo, nella provincia di Varese.

## Storia
Le prime notizie dell’esistenza di  una chiesetta campestre sono del XIII secolo. All’inizio del XVII secolo l’oratorio era “vecchio e indecente, ma tollerato fino alla perfezione della nuova chiesa che è costruita vicino” così sentenziava il prevosto Gio. Batta Spezio. La costruzione del nuovo edificio, quello attuale, iniziò nei primi anni del 1600 e terminò verso la fine dello stesso secolo.

## Architettura
La chiesa era ad una navata ed a volta, la sua lunghezza di 23 cubiti (circa 10,7 metri) e la sua larghezza era di 13 cubiti (circa di 6 metri). Nel 1694 importanti lavori portatono ad un allargamento di circa 10 cubiti di netto (circa 4,6 metri).
Tra le opere d’arte contenute ricordiamo: un quadro di autore ignoto raffigurante la Madonna delle rose, la sinopia di S. Eurosia (l'affresco strappato si trova nella Parrocchiale), e la prospettiva di un’abside opera di Bizzozzero e Garzia; infine una Madonna con Bambino, Sant'Antonio e San Ausano. Due sono le cappelle della chiesa: la Cappella Crivelli con affreschi del Legnanino e del Bizzozzero, raffiguranti.
Sulla volta a botte è ancora visibile un affresco del Legnanino raffigurante la Madonna del Rosario in gloria con angeli, mentre gli affreschi del presbiterio, eseguiti dal Legnanino e dal Bizzozzero, raffigurano a sinistra il Martirio di San Cosma e San Damiano e, a destra, il Miracolo della gamba nera.
Il tutto si spiega tenendo conto della funzione religiosa (tradizionalmente attribuita ai SS. Cosma e Damiano) di salvaguardia per la salute spirituale e fisica degli uomini, degli animali e della natura. Cosma e Damiano erano due fratelli cristiani nati in Arabia. Per invito dello Spirito Santo, si dedicarono alla cura dei malati, dopo aver studiato l’arte medica in Siria. Ma erano medici speciali, appunto in virtù della loro missione: non si facevano pagare.